# Elli Riehl

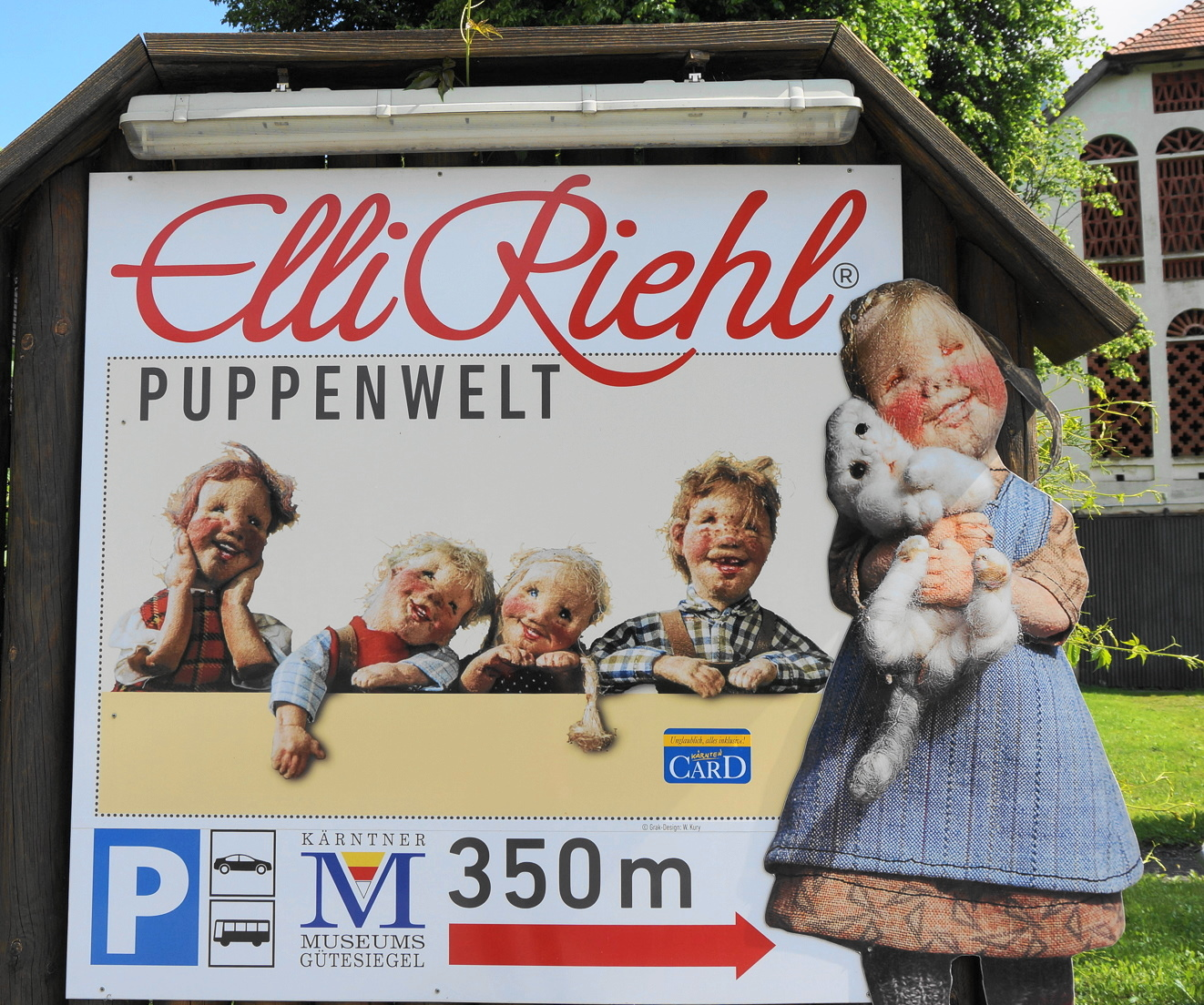
Schild zur Puppenwelt Elli Riehl (2020)

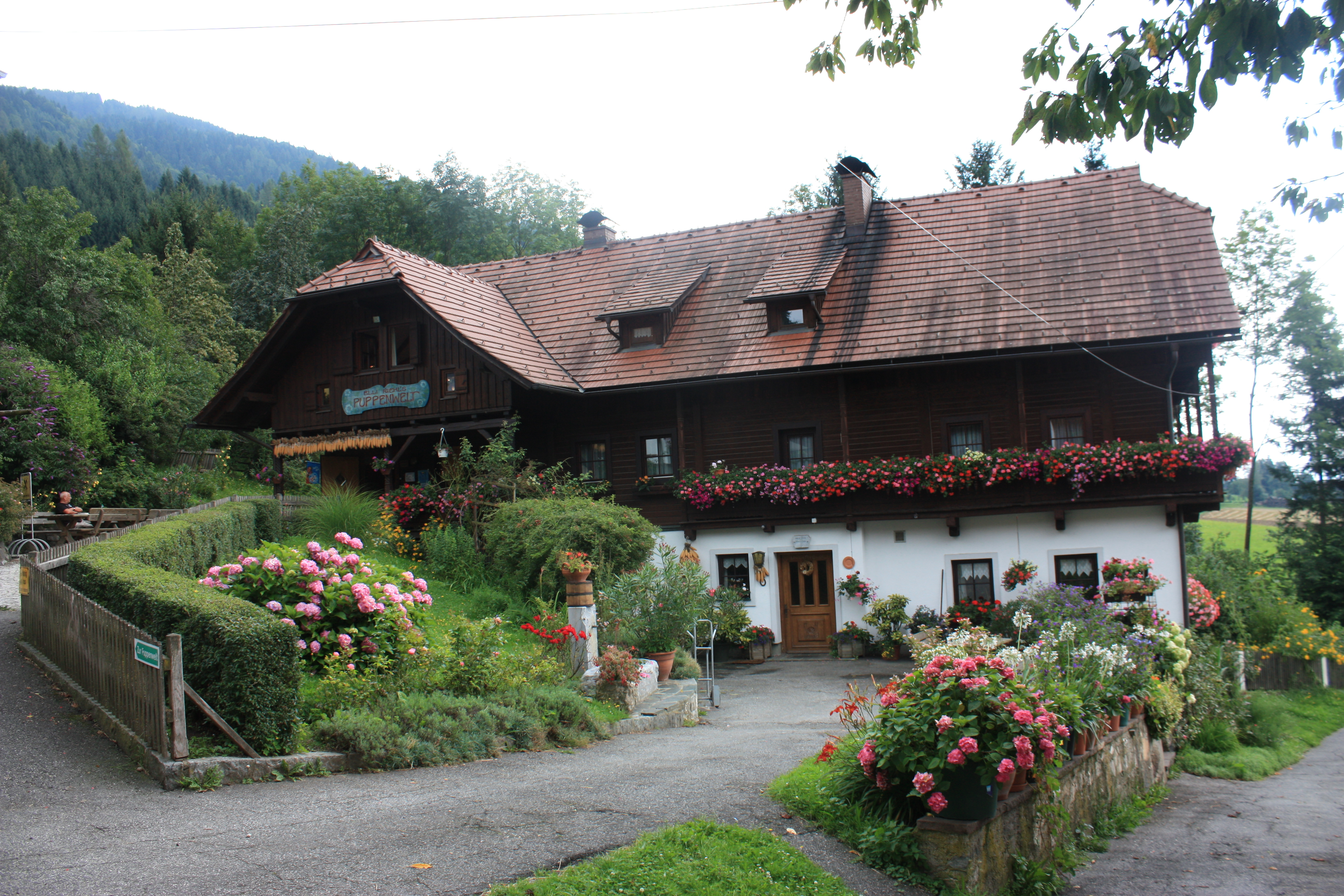
Elli Riehl’s Puppenwelt (2008)

Elli Riehl (* 19. Dezember 1902 in Villach als Eleonora Rosa Maria Urban, oftmals auch Eleonore Urban geschrieben; † 8. September 1977 ebenda) war eine Kärntner Puppenmacherin.

## Leben
Elli Riehl wurde am 19. Dezember 1902 als Tochter des aus Böhmen stammenden Tischlermeisters Gotthard Urban (* 5. Februar 1872 in Wildenschwert; † 6. Februar 1927 in Villach) und dessen Ehefrau Rosa Anna (* 26. August 1875; † 27. Mai 1949; geborene Palese) in Villach geboren und am 26. Dezember 1902 in der Pfarrkirche St. Jakob in Villach auf den Namen Eleonora Rosa Maria getauft. Sie hatte zwei Brüder, sowie eine Schwester. Ihre Eltern hatten am 31. Oktober 1898 in der Pfarrkirche St. Jakob geheiratet. Ihre Großeltern väterlicherseits waren der (?)meister Vincenz Urban und dessen Ehefrau Anna (geborene Mencl). Ihre Großeltern mütterlicherseits waren der Tischlermeister Jacob Palese und dessen Ehefrau Maria (geborene Flagl). Die Familie mütterlicherseits stammt aus Italien (Gemona del Friuli).
Nach Beginn des Ersten Weltkriegs besuchte sie die Bürgerschule und danach eine zweijährige Handelsschule in Klagenfurt. Am 10. Mai 1913 ermordete ihr Vater die Private Juliana (Julie) Johanna Palese (* 12. Jänner 1877), seine Schwägerin, in deren Villa. Als Motiv des Vaters wurde Habgier vermutet; später wurde dies jedoch ausgeschlossen, da das Opfer nach dem Bau ihres Hauses selbst finanziell angeschlagen war. Vor Gericht gab der Vater, der zwei Jahre davor bereits in einer Irrenanstalt verweilt hatte, an, dass er sich an diesem Abend mit dem Revolver eines in seinem Haus lebenden Reisenden in einem nahen Wald das Leben nehmen wollte. Da er nicht den Mut dazu gefunden hätte, hatte er beschlossen seine Schwägerin zu besuchen, die er daraufhin in einem unzurechnungsfähigen Zustand erschossen hätte. In den Jahren danach betrieb der Vater weiter seine Tischlerei, in der er mehrfach Opfer von Einbrüchen wurde.
Beim in Niederösterreich geborenen und in Kärnten aufgewachsenen Maler Leopold Resch besuchte sie in den 1920er Jahren einen Zeichenkurs. Bereits als Kind spielte Riehl am liebsten mit Puppen, ging aber auch anderen Freizeitaktivitäten nach. So beobachtete sie die Natur, in der sie auch viel Zeit mit ihrem Hund verbrachte, unternahm Wanderungen und begann mit dem Schreiben. Durch den Tod des Vaters und der nach sich ziehenden Verschlechterung der wirtschaftlichen Situation der väterlichen Tischlerei war Riehl noch in jungen Jahren gezwungen Geld zu verdienen, um die Familie ernähren zu können. Unter anderem stickte sie in dieser Zeit für das Frauenhilfswerk. Aufgrund der schweren finanziellen Lage und dem Konkurs der nach dem Tod des Vaters von ihrer Mutter fortgeführten Tischlerei verlor Riehl im Jahre 1932 schließlich ihr Elternhaus. Ein Jahr zuvor hatte sie am 26. Dezember 1931 in der Pfarrkirche St. Martin in Villach den Bahnbeamten Otto Riehl († 1945) geheiratet und hatte überlegt als Lehrer zu arbeiten.
Auf ihr handwerkliches Talent aufmerksam wurde man, als sie dem Sohn einer befreundeten Familie aus Geldmangel eine selbstgemachte Puppe in Form eines Kärntner Halterbubens schenkte. Aufgrund der Detailtreue und der Andersartigkeit zu herkömmlichen Puppen dieser Zeit erhielt Riehl in weiterer Folge Bestellungen für Puppen. Zu den häufigsten Motiven zählten vor allem Bergbauernkinder und „Leute von nebenan“. Bereits im Jahre 1934 hatte sie auf der Wiener Frühjahrsmesse ihre erste Ausstellung, auf der sie auf einem eigenen, kreditfinanzierten Stand 26 Kinderpuppen und Märchenfiguren zeigte. Die Ausstellung brachte ihr einen großen Erfolg ein, sodass sie im Anschluss darauf zwei Jahre lang ausgebucht war. Im Jahr 1937 begann sie mit der Belieferung eines Wiener Großhändlers, wobei sie zu diesem Zeitpunkt bereits von ihrer Mutter und ihrer Schwester bei der Produktion unterstützt wurde, um die Bestellungen überhaupt abarbeiten und die beiden, die davor ihre Arbeit verloren hatten, unterstützen zu können. Nach dem Ausbruch des Zweiten Weltkrieges ging die Nachfrage nach Riehls Puppen stark zurück, woraufhin sie begann an Volkstypen und Trachtenpuppen zu arbeiten, die mitunter für das Winterhilfswerk gedacht waren. Während dieser Zeit schuf sie im Auftrag der Gauleitung unter Friedrich Rainer einen Altkärntner Hochzeitszug, der als Geburtstagsgeschenk für den Führer bestimmt war. Hitler wiederum übergab den Hochzeitszug dem Kärntner Heimatmuseum zur Aufbewahrung und ein Fotoalbum, auf dem der ganze Zug in Gruppen- und Einzelaufnahmen zu sehen ist, ging in den unmittelbaren Besitz Hitlers über. Was nach dem Zweiten Weltkrieg damit geschah, ist nicht bekannt; bis heute (Stand: 2020) gilt der Hochzeitszug als verschollen.
Als Lohnrechnerin wurde sie daraufhin von der Wehrmacht zum Kriegsdienst eingezogen, ehe ihre Puppenmacherei bald darauf wieder als wichtiger erachtet wurde und sie sich wieder vermehrt auf die Produktion solcher Puppen konzentrieren konnte. Noch während des Zweiten Weltkrieges errichtete sie im Jahre 1943 ein Heimatmuseum. Nach dem Krieg und dem Tod ihres Mannes, der ebenfalls 1945 starb, zog Riehl zu einer befreundeten Bergbäuerin in Buchholz bei Treffen am Ossiacher See. Dort arbeitete sie tagsüber auf den Feldern und kümmerte sich abends um die Herstellung ihrer Puppen, wobei sie erneut vielfach Bergbauernkindern als Motiv verwendete. In dieser Zeit traf sie auch auf den ehemaligen Villacher Gerichtsvorsteher Dr. Rudolf Kraus († 1972), der bis zu seinem Tod ihr Lebensgefährte war. Während dieser Zeit erhielt sie auch Aufträge aus den Vereinigten Staaten, unter anderem Christus und die 12 Apostel in Puppenform herzustellen. 1950 übersiedelte Riehl ins Nachbardorf Winklern, wo sie damit begann auch ihre erwachsenen Mitmenschen als Puppen zu gestalten. Ein Jahr später wurden ihre Puppen im Rahmen einer Gesamtausstellung der Kärntner Berufsvereinigung bildender Künstler in Klagenfurt gezeigt. Auf dem Hof der Familie Berger, vulgo Printschler, erhielt sie 1969 hinter dem Bauernhaus einen Blumengarten, um sich dort von ihrer Arbeit zu erholen. Nach dem Tod ihres Lebensgefährten richtete Riehl, die 45 Jahre lang als Puppenkünstlerin tätig war, 1973 in ihrer Wohnung ein kleines Puppenmuseum ein, das noch heute (Stand: 2020) als Puppenwelt Elli Riehl weitergeführt wird. Für ihr Museum kreierte sie in den Jahren 1974/75 einen zweiten und aus rund 130 verschiedenen Figuren bestehenden Kärntner Hochzeitszug, der im vollen Umfang bis heute im Museum zu sehen ist. Am 8. September 1977 starb Riehl 74-jährig in Villach. ihr Ehrengrab befindet sich beim Eingang zur Pfarrkirche Treffen. Erst kurz vor ihrem Tod war Riehl wieder in die römisch-katholische Kirche eingetreten, aus der sie am 25. Oktober 1938 ausgetreten war.
Ihre typischen Puppen – meist 5 bis 15 cm groß, detailliert gearbeitet und ausdrucksstark – werden als „volkskundliche Miniaturen aus dem heimischen Arbeits- und Freizeitleben“ beschrieben. Oft schuf sie auch Ensembles aus mehreren Puppen, unter anderem die 1976 gestiftete Weihnachtskrippe der Pfarrkirche Treffen, in die sie auch ein Selbstporträt eingegliedert hat. Zahlreiche ihrer originalen Puppen spendete Riehl noch zu Lebzeiten für eine Stiftung. Heute (Stand: 2020) wird Riehl vielfach als „Gesellschaftskritikerin mit Nadel und Zwirn“ gesehen. Ihre Puppen wurden oftmals als offizielle Geschenke Kärntens an Politiker und Gäste gegeben.

## Rezeption

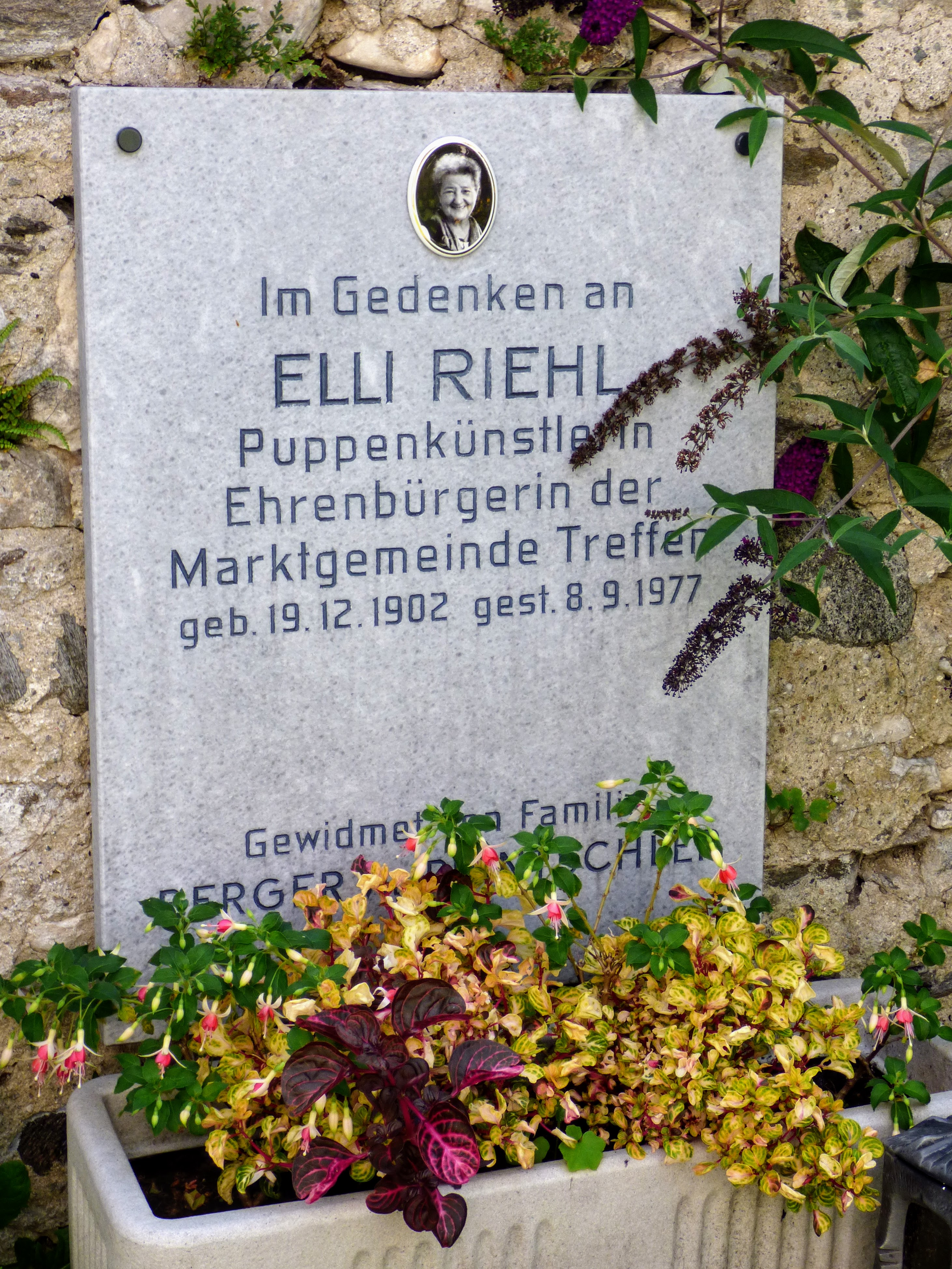
Gedenktafel für die Ehrenbürgerin in Treffen (2020)

In Kärnten erfährt ihr Name bis heute allgemeine Bekanntheit. Der Carinthia-Verlag aus Klagenfurt veröffentlichte seit 1972 jährlich den Elli-Riehl-Kalender mit ihren Puppen als Motiv. Nachdem der Verlag im Sommer 2015 geschlossen worden war, übernahm die in Baden, Niederösterreich, ansässige Meixner Großhandels- und VerlagsgmbH sämtliche bestehende Rechte und Lizenzen auf Bilder und Produkte des Klagenfurter Verlags und veröffentlicht seitdem den Elli-Riehl-Kalender.
Auch in Büchern werden Fotos ihrer Puppen abgedruckt.
In Maria Saal gibt es eine Elli-Riehl-Straße.
Die österreichische Neofolk-Band Elli Riehl hat sich nach der Künstlerin benannt.
Ihre Ausstellung Puppenwelt Elli Riehl wurde in mehreren Stufen ausgebaut. Sie zeigt neben ihrem original eingerichteten Arbeitszimmer auch ca. 700 ihrer Puppen. Für die Neugestaltung – größere Umbauarbeiten fanden 1990 und 1999 statt – wurde das private, familiengeführte Museum im Jahre 2000 mit dem Museumsgütesiegel des Landes Kärnten ausgezeichnet. Als Museumsleiterin tritt seit über 40 Jahren (Stand: 2020) die zur Bauernfamilie Berger gehörende Elfriede Berger in Erscheinung. Am 21. Juni 2014 wurde ein Gemeindeplatz bei der Auffahrt zur Puppenwelt auf den Namen Elli-Riehl-Platzl benannt; hier befindet sich auch eine gläserne Gedenktafel. Im Jahre 2017 wurden die Puppen der Sammlung neu inventarisiert, wobei die Volkskundlerin und Ethnologin Petra Streng die Projektleitung innehatte.
Bei der Pfarrkirche Treffen, bei der auch ihr Ehrengrab ist, befindet sich heute eine Gedenktafel, die an die Ehrenbürgerin Treffens erinnern soll.
Heute (Stand: 2020) gibt es auch bereits zahlreiche Nachbildungen ihrer Puppen.
Vom Künstler Felix Kraus, dem Bruder Rudolf Kraus, ihrem Lebensgefährten, wurde eine Bildmarke für Elli Riehl entworfen. Die Bildmarke Riehl (Elli Riehl-Siegel) und die Wortmarke Elli Riehl sind offiziell und amtlich als Unionsmarke beim Amt der Europäischen Union für geistiges Eigentum registriert.